# Eucalyptus conglobata
Eucalyptus conglobata är en myrtenväxtart som beskrevs av Robert Brown och Joseph Henry Maiden. Eucalyptus conglobata ingår i släktet Eucalyptus och familjen myrtenväxter. Inga underarter finns listade i Catalogue of Life.